# 16. marts
16. marts er dag 75 i året i den gregorianske kalender (dag 76 i skudår). Der er 290 dage tilbage af året.

### Begivenheder
Født - Dødsfald
- 1521 - Ferdinand Magellan når frem til Filippinerne.
- 1792 - Christian 7. udsteder "Forordning om Neger-Handelen", der forbyder rigets undersåtter at handle med negere eller negerinder, at transportere dem på skibe eller indføre negere og negerinder til de Vestindiske Øer. Forordningen træder dog først i kraft 1. januar 1803.
- 1792 - Kong Gustav 3. af Sverige bliver skudt af Johan Jacob Anckarström ved et maskebal på operaen. Han dør 29. marts.
- 1802 - West Point, USA's første militærakademi, grundlægges.
- 1813 - General og greve af Preussen Hans Yorck von Wartenburg erklærer krig mod Frankrig
- 1867 - Joseph Lister publicerer sin første artikel i The Lancet om antiseptisk kirurgi.
- 1872 - Finalen i den første fodboldturnering nogensinde spilles, da Wanderers F.C. slår Royal Engineers A.F.C. 1-0 i den den første FA Cup i England.
- 1900 - Knossos på Kreta opdages af Arthur Evans.
- 1926 - De danske flyvere A.P. Botved og H.R.M. Herschend flyver fra København til Tokyo, som de grundet tekniske problemer først nåede 1. juni. 23. juni nåede de hjem igen.
- 1928 - Koret ved Højerup Kirke på Stevns styrter i havet.
- 1935 - I Tyskland overtræder Adolf Hitler Versaillestraktaten ved at indføre værnepligt.
- 1940 - Tyskerne bomber Scapa Flow flådebase i nærheden af Skotland.
- 1943 - Slaget om Atlanterhavet kulminerer med, at tyske ubåde sænker 27 handelsskibe.
- 1945 - Byen Würzburg i Tyskland bliver stort set udslettet på blot 20 minutter af britiske bombefly. Omkring 5.000 mennesker omkommer.
- 1946 - De sidste russiske tropper forlader Bornholm efter øen har været besat efter 2. verdenskrig.
- 1952 - De nordiske udenrigsministre enes om forslag om dannelsen af Nordisk Råd.
- 1965 - Vesttyskland og Israel beslutter at oprette fulde diplomatiske forbindelser.
- 1968 - I Vietnamkrigen dræber amerikanske soldater 347 civile under My Lai-massakren i Vietnam. Kun løjtnant William Calley ender med at blive dømt for forbrydelsen.
- 1971 - Finansminister Poul Møller træder tilbage af helbredsgrunde. Han afløses af Erik Ninn-Hansen.
- 1973 - Elizabeth 2. af Storbritannien indvier den nye London Bridge, den tidligere var blevet solgt for 1 million pund og genopført i USA.
- 1976 - Labours leder Harold Wilson trækker sig tilbage som premierminister i Storbritannien.
- 1977 - Skoleelever, anført af LOE, demonstrerer i København og mange andre byer for flere timer til valgfag i folkeskolen.
- 1978 - Tidligere premierminister i Italien, Aldo Moro, bliver kidnappet i Rom af de Røde Brigader.
- 1981 - 1.000 tidligere beboere på Bikini-atollen sagsøger USA med krav om erstatning for brug af øen til atomforsøg.
- 1988 - I Irak bliver den kurdiske by Halabja udsat for et giftgasangreb udført af regeringen. Over 5.000 mennesker mister livet.
- 1988 - Der rejses sigtelse mod admiral John Poindexter, oberstløjtnant Oliver North m.fl. for medvirken i Iran-Contra-skandalen
- 1992 - En ung mand dræbes ved et brevbombeattentat mod Internationale Socialisters kontor i København.
- 1996 - Bruce Springsteen spiller i Falkoner Teatret i København.

### Født
- 1750 - Caroline Lucretia Herschel, tysk-engelsk astronom (død 1848).
- 1751 - James Madison, USA's 4. præsident (død 1836).
- 1789 - Georg Simon Ohm, tysk fysiker (død 1854).
- 1827 - Ferdinand Meldahl, dansk arkitekt (død 1908).
- 1839 - Sully Prudhomme, fransk forfatter og modtager af Nobelprisen i litteratur (død 1907).
- 1906 - Francisco Ayala, spansk forfatter (død 2009).
- 1908 - René Daumal, fransk forfatter og digter (død 1944).
- 1911 - Josef Mengele, tysk nazilæge (død 1979).
- 1911   - Pierre Harmel, belgisk politiker (død 2009).
- 1912 - Pat Nixon, amerikansk præsidentfrue (død 1993).
- 1916 - Mercedes McCambridge, amerikansk skuespillerinde (død 2004).
- 1918 - Frederick Reines, amerikansk fysiker (død 1998).
- 1920 - Jørgen Nash, dansk billedkunstner (død 2004).
- 1920   - Traudl Junge, tysk sekretær for Adolf Hitler (død 2002).
- 1921 - Jens Bjerre, dansk forfatter (død 2020).
- 1926 - Jerry Lewis, amerikansk komiker (død 2017).
- 1927 - Vladimir Komarov, sovjetisk kosmonaut (død 1967).
- 1928 - Karl Otto Meyer, dansk-tysk forhenværende chefredaktør (død 2016).
- 1940 - Bernardo Bertolucci, italiensk filminstruktør (død 2018).
- 1950 - Kate Nelligan, canadisk skuespillerinde.
- 1950 - Tom Lundén, dansk musiker og komponist i Bifrost.
- 1953 - Isabelle Huppert, fransk skuespillerinde.
- 1953   - Richard M. Stallman, amerikansk programudvikler og aktivist.
- 1959 - Jens Stoltenberg, norsk statsminister.
- 1964 - Gore Verbinski, amerikansk filminstruktør.
- 1964 - Quinton Hoover, amerikansk illustrator (død 2013)
- 1967 - Lauren Graham, amerikansk skuespillerinde.
- 1969 - Anne Hjernøe, dansk skribent og forfatter.
- 1972 - Nicolas Bro, dansk skuespiller.
- 1968 - Jens Hald Madsen, dansk folketingspolitiker.
- 1973 - Inger Støjberg, dansk folketingspolitiker.
- 1976 - Michael Aastrup Jensen, dansk folketingspolitiker og borgmester.

### Dødsfald
- 37 - Tiberius, romersk kejser (født 42 f.Kr.).
- 1683 - Henrik Bjelke, dansk rigsadmiral (født 1615).
- 1698 - Leonora Christina Ulfeldt, datter af Christian 4. (født 1621).
- 1736 - Giovanni Battista Pergolesi, italiensk komponist (født 1710).
- 1903 - Roy Bean, amerikansk dommer og nybygger (født ca. 1825).
- 1913 - Balthazar Schnitler, norsk forfatter, dramatiker og foredragsholder. (født 1862).
- 1930 - Miguel Primo de Rivera, spansk diktator (født 1870).
- 1935 - Aaron Nimzowitsch, lettisk-tysk-dansk skakspiller (født 1886).
- 1940 - Selma Lagerlöf, svensk forfatterinde (født 1858).
- 1987 - Johan Otto von Spreckelsen, dansk arkitekt (født 1929).
- 2008 - Ola Brunkert, svensk trommeslager (født 1946).
- 2020 - Karen Thisted, dansk journalist (født 1946).

|  | Denne datoartikel kan blive bedre, hvis der indsættes et (bedre) billede Du kan hjælpe ved at afsøge Wikimedia Commons for et passende billede eller uploade et godt billede til Wikimedia Commons iht. de tilladte licenser og indsætte det i artiklen. |